# Halobiforma
Genre
Espèces de rang inférieur
- Halobiforma haloterrestris
- Halobiforma lacisalsi
- Halobiforma nitratireducens

Halobiforma est un genre d'archées halophiles de la famille des Halobacteriaceae.